# JR West série 681
La série 681 (681系, 681-kei) est un type de rame automotrice, bicourante, exploitée par la compagnie West Japan Railway Company (JR West).

## Aperçu
Avant les années 90 ,les trains express « Raichō» et « Super Raichō » reliaient les régions du Keihanshin et de Hokuriku ,et étaient jusqu'alors, exploités exclusivement par la série 485. Cependant, avec le développement du réseau autoroutier, et l'amélioration des temps de parcours en voiture, cette série 681 a été fabriquée afin de réduire les temps de trajet et d'offrir un service de meilleure qualité. Le premier prototype est apparu en juillet 1992.
Au moment de son introduction, les séries 485 circulaient déjà à 130 km/h sur la ligne Kosei et dans le tunnel Hokuriku , qui ne disposent pas de passages à niveau, avec "l'approbation spéciale de la clause de 600 mètres" . Cependant, la série 681 a été conçue avec des performances de freinage améliorées, visant un fonctionnement à 130 km/h même dans les sections avec passages à niveau. De plus, elle est conçue pour pouvoir fonctionner à 160 km/h sur la ligne Kosei et dans le tunnel Hokuriku, qui ne disposent pas de passages à niveau,. Bien que l'exploitation à 160 km/h sur cette section n'ait pas encore été réalisée, l'exploitation commerciale à des vitesses supérieures à 130 km/h a commencé sur la ligne Hokuhoku , où cette série a été introduite en 1997, et finalement l'exploitation à 160 km/h a été réalisée . 
La conception intérieure et extérieure des prototypes et des voitures de production a été réalisée par Kenji Minai , qui était à l'époque un membre clé du département de design de Kinki Sharyo. 
Le concept de développement de ce modèle était axé sur la fourniture d'un service qui encouragerait les utilisateurs de voitures privées sur l'autoroute Hokuriku à utiliser les nouveaux trains express. Lors de la conception de l'intérieur de la Green Car, l'entreprise était particulièrement consciente de « permettre aux passagers fortunés de conduire des Mercedes Benz sur l'autoroute », et la conception de la Green Car visait à améliorer considérablement le confort, depuis des sièges plus larges jusqu'à l'introduction de téléviseurs.
La série pour la JR West a été fabriquée par Kawasaki Heavy Industries , Kinki Sharyo et Hitachi . Le matériel roulant de la compagnie Hokuriku Express a été fabriqué par Kawasaki Heavy Industries, avec une partie du matériel roulant sous-traitée à Kinki Sharyo et Niigata Iron Works.  Les deux sociétés ont construit un total de 102 voitures, et les productions ultérieures ont été transférés à la série 683 , qui a été conçue pour réduire les coûts de production et améliorer les performances. La plupart des rames de la série 681 a été transférée au service Shirasagi, lorsque l' extension du Hokuriku Shinkansen jusqu'à Kanazawa a ouvert le 14 mars 2015 .

## Rame de pré-production
Neuf voitures prototypes ont été fabriquées avant la production en série en 1992. Afin d'assurer le même niveau de capacité de transport que la précédente série 485 , un train direct de neuf voitures a été choisi avec la voiture verte positionnée dans la formation du côté de Toyama .
L'une des différences visible avec les modelés de série est la fenêtre latérale de la cabine de conduite, qui est une fenêtre triangulaire. Sur les modèles de série il s'agit d'un triangle tronqué.La plupart des caractéristiques techniques sont similaires ainsi que l'aménagement intérieur. Seuls les moteurs étaient de 245 kW a l'unité , alors que des moteurs de 220kW seront utilisés par les modèles de série.
- La formation à 3 caisses  (1M2T) a 4 moteurs de 245 kW soit 980 kW
- La formation 6 caisses  (2M4T) a 8 moteurs de 245 kW soit 1 960 kW
- La formation 9 caisses originelle (3M6T) a 12 moteurs de 245 kW soit 2 940 kW

| Rame de pré production (Série 113 derrière) |  | Série 221 et 681 |  | Entrée en gare |
| Rame de pré production (Série 113 derrière) |  | Série 221 et 681 |  | Entrée en gare |

## Description
Les paragraphes ci dessous reprennent les données pour les modèles de série. Cela correspond a 93 caisses sur le total de 102 produites. 75 caisses sont des séries 683-0 pour la JR West ,et 18 caisses sont des séries 681-2000 pour Hokuetsu Express (de nos jours racheté par la JR West).

### Extérieure
La carrosserie est en acier ordinaire , avec de l'acier laminé hautement résistant aux intempéries ,utilisé uniquement là où la résistance est nécessaire, pour réduire le poids , et de l'acier inoxydable utilisé pour les panneaux de toit et du plancher pour éviter la corrosion. La cabine sur une extrémité est de type "non traversant", sans interconnexion, l'extrémité avant étant profilée. L'attelage est également rétractable, ce qui permet de transformer la jupe avant en une seule pièce, donnant au train une impression de vitesse. Le nez possède 5 feux ,3 blanc dont celui central au dessus du pare brise,et 2 pour les feux rouges situés plus bas. Les vitres latérales sont larges permettant plus de luminosité à l'interieur. La longueur de la voiture est de 21 160/20 600 mm (voiture de tête/voiture centrale), la largeur des caisses est de 2 915 mm et la hauteur est de 3 550 mm. La hauteur du plancher est de 1 160 mm, soit 75 mm de moins que la série 485, afin de réduire la différence avec la plate-forme du quai. Le modèle possède un centre de gravité bas, ce qui permet une conduite stable à grande vitesse et une meilleure performance dans les virages. Ses performances dans les virages sont supérieures de 15 km/h à la vitesse standard dans un rayon inférieur à 600 m, de 20 km/h à la vitesse standard dans un rayon de 600 m à 700 m et de 25 km/h à la vitesse standard dans un rayon de 700 m ou plus.
Les affichages (girouettes) du type de train/service et celle de la destination ,sont de type papier sur rouleau pour l'affichage du type de train et de type LED pour l'affichage de la destination , qui sont standard depuis la série 221 .

### Intérieure
Le nombre de toilettes et de salles d'eau a été porté à deux dans trois des voitures (dans les remorques de la formation). L'une des toilettes de la formation est accessible UFR (voiture 6 ou Saha 680-201). Une salle de conducteur (contrôleur) est située à l'extrémité de la voiture adjacente la voiture 7 (MoHa 681-201).Un écran plasma est installé aux deux extrémités de l'habitacle (remplacé ultérieurement par un écran LED similaire à celui de la série 683 0).Les sièges des voitures standard sont disposés en 2 + 2. Ils sont inclinables , pivotants ,et équipés de tablettes intégrées aux accoudoirs et au dossier. L'espacement des sièges est de 970 mm, et la moquette est rose saumon pour les voitures impaires et gris-bleu pour les voitures paires.
Les sièges de la Green Car (1ere classe) sont disposés en 2+1, avec des sièges inclinables, pivotants ,avec un espacement des sièges de 1 160 mm et équipés de tablettes avec accoudoirs et repose-pieds intégrés. Le plafond de l'habitacle est à différentes hauteurs entre le centre et les côtés, et un éclairage indirect est assuré dans les zones en gradins . 
L'équipement de climatisation de la green car est essentiellement un type WAU704 centralisé. La capacité de refroidissement est de 36 000 kcal /h par véhicule .
Le système de climatisation des voitures ordinaires est un WAU302 équipé d'un compresseur et d' un évaporateur séparés afin d'abaisser le centre de gravité . Chaque cabine est équipée de deux unités. La capacité de refroidissement est de 36 000 kcal /h.
| Interieur Green Car |  | Interieur série 681-1000 |  | Interieur classe normale |
| Interieur Green Car |  | Interieur série 681-1000 |  | Interieur classe normale |

### Caractéristiques techniques
En raison des progrès technologiques tels que la miniaturisation des équipements, les trains ont été repensés en organisation des caisses par triplés ,une unité (M-Tp) plus des remorques "pures" sans équipement lié à l'énergie, permettant une plus grande liberté de composition de la formation. Cela facilite le partage d'équipements entre les motrices M et les remorques T, et garantit les performances d'adhérence en concentrant les charges lourdes très bas , tout le long de la formation. La motrice M abrite l'onduleur VVVF , la remorque Tp  abrite l'équipement CA et le pantographe , le transformateur et le redresseur , et la remorque T abrite l'équipement auxiliaire tel que le compresseur d'air et le SIV. Les voitures Tp sont équipées d'équipements CA/CC, ce qui présente l'avantage d'éviter les problèmes de maintenance causés par le mélange d'équipements haute tension et basse tension .
Le transformateur principal est le modèle WTM26 à refroidissement par air forcé. Pour améliorer les performances de fonctionnement à des vitesses supérieures à 80 km/h, la capacité nominale a été augmentée à 1 400 kVA par rapport au prototype précédent .Le redresseur principal est un convertisseur à thyristors à commande de phase de type WRS103, et l'onduleur VVVF est un onduleur PWM de type WPC6 utilisant des éléments à thyristors GTO . Le système de commande 1C1M, dans lequel un onduleur commande un moteur asynchrone triphasé à cage d'écureuil, est utilisé. À l'instar de la série 223-0, achevée à la même époque. Quatre groupes d'onduleurs sont regroupés dans un seul boîtier par vioiture afin de faciliter la maintenance et l'inspection, et d'améliorer l'opérabilité .
L'unité d'alimentation auxiliaire sera un onduleur statique WSC33 (capacité nominale 150 kVA) composé d' un double hacheur GTO + onduleur 3 niveaux IGBT. Le compresseur d'air sera un type WMH3096-WTC1500, un compresseur à deux étages, alternatif, simple effet, horizontalement opposé, à quatre cylindres.
Le pantographe est de type en losange à cadre inférieur de type croisé  de type WPS27C ., le même que le prototype précédent, mais sa position de montage a été légèrement modifiée.
Les moteurs principaux sont des asynchrones triphasés à cage d'écureuil de type WMT103 d'une capacité nominale horaire de 220 kW, avec une capacité augmentée pour améliorer les performances à haute vitesse.
La structure de base du bogie est la même que celle du prototype, mais le dispositif de traction a été modifié pour un type à simple bras (type Z-link)  .Les bogies sont des types WDT300 (bogie moteur) et WTR300 (porteur) sans traversin , avec un diamètre de roue de 860 mm et un empattement de 2 100 mm . Le support de boîte d'essieu est de type poutre, une première pour la JR West, et est également équipé d'un amortisseur de lacet. Le rapport de démultiplication est de 5,22 . Le système de freinage de base du bogie porteur (WTR300) a été modifié pour un essieu avec deux freins à disque, couplés à un frein à bande de roulement afin de s'adapter à la vitesse accrue .
Les bogies sont bimoteurs ce qui fait qu'avec l'organisation MT les rames ont différentes puissances.
- Les formations à 3 caisses  (1M2T) ont 4 moteurs de 220 kW soit 880 kW
- Les formations à 5/6 caisses  (2M3T/2M4T) ont 8 moteurs de 220 kW soit 1 760 kW

#### Essais
En 1992 des essais à 160km/h et 140 km/h ont été effectués .Les sections a 160 sont la ligne Kosei et le tunnel Hokuriku (pas de passages à niveau) et la section a 140 les autres lignes.
Aucun défaut ou problème ne fut détecté, le train conçu pour cela étant bien équilibré. Des croisements avec des Séries 207  allant a 120 km/h , et des series 113 allant a 110km/h furent effectués ,dont certains en tunnel. 
Les sections a 140 furent l'objets de tests de freinage poussé (en cause les passages a niveau).Un gain de 30% par rapport aux anciens modèle a été relevé avec même par temps humide une distance d'arrêt de 600m à 140km/h,,.

## Formations
- Kumoha 681 (Mc)

Il s'agit d'une motrice standard avec cabine de conduite , d'une capacité de 64 personnes. Elle est équipée d'un convertisseur VVVF, d'un groupe d'alimentation auxiliaire (SIV) et d'un compresseur d'air. Une porte traversante permet l'accès une fois attelé avec une autre formation.
- Moha 681 (M, M2)

Il s'agit d'une motrice intermédiaire . Elle est équipée d'un convertisseur VVVF, d'une alimentation auxiliaire(SIV) et d'un compresseur d'air. La salle du conducteur et la salle de service sont situées à une des extremité et la capacité est de 68 personnes.
- Kuro 681 (Tsc)

La Green Car dispose d'une cabine de conduite aérodynamique, de 2 toilettes , et est d'une capacité de 36 personnes.
- Kuha 681 (Tc)

Remorque avec cabine de conduite . Elle peut accueillir 56 personnes. Elle se distingue par son nez aérodynamique
- Kuha 680 (Tpc')

Remorque avec cabine. Elle peut accueillir 56 personnes. Elle est équipée d'un transformateur principal, du redresseur principal, et d'un pantographe. Elle dispose de toilettes, et d'un téléphone public à l'avant, ainsi que d'une porte traversante d'interconnexion  permettant la circulation entre les rames une fois attelée.
- Saha 681 (T2)

Il s'agit d'une remorque standard, placée au milieu du train. Elle dispose de toilettes, d'une salle polyvalente et d'un accès pour UFR à l'avant (porte plus large), ainsi que d'un petit café et d'un téléphone public à l'arrière. Elle peut accueillir 46 personnes.
- Saha 680 (Tp)

Il s'agit d'une remorque standard, placée au milieu du train. Elle est équipée d'un transformateur principal, d'un redresseur principal et d'un pantographe. Elle dispose de toilettes, et peut accueillir 64 personnes.

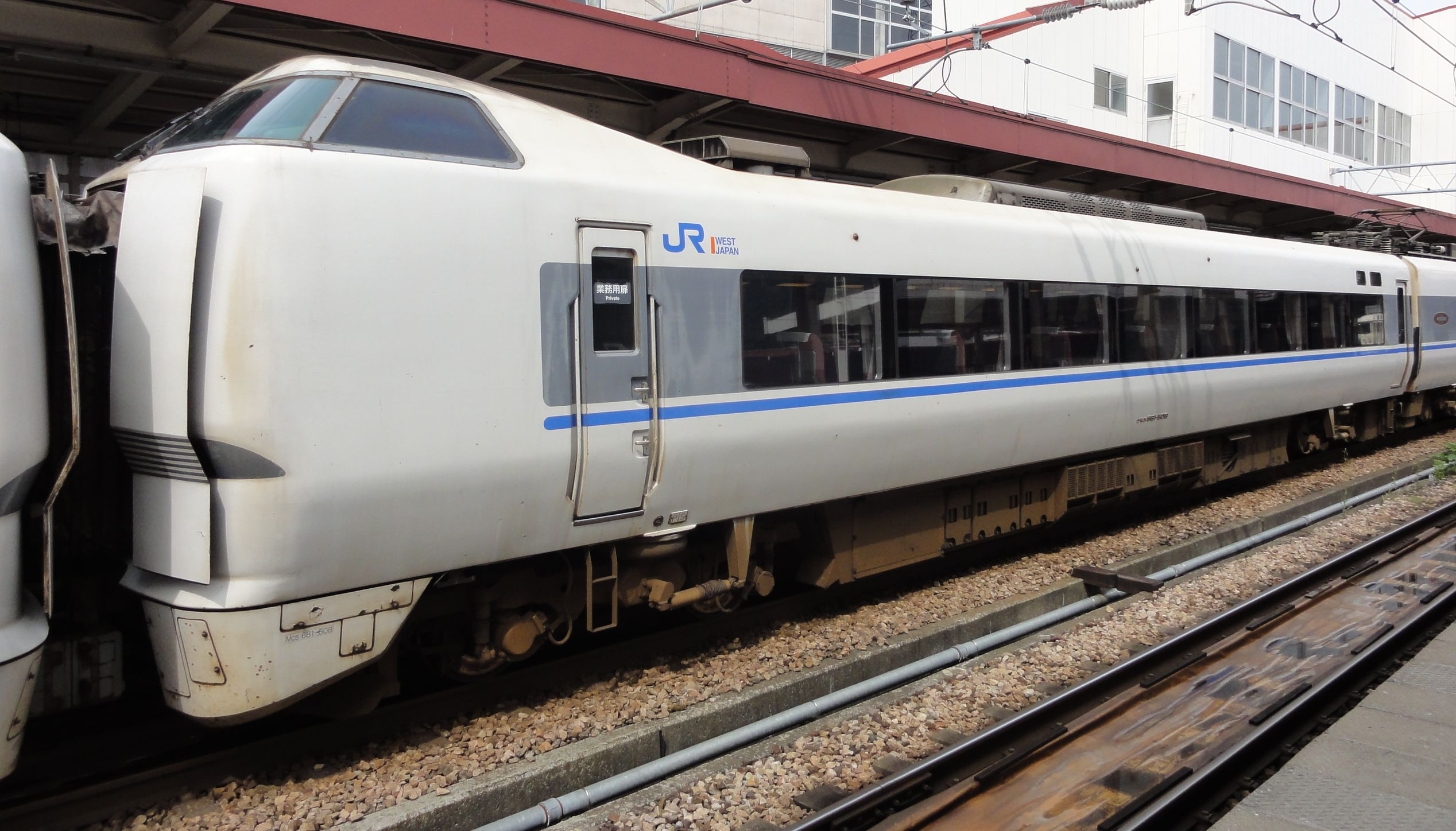
Motrice d'extrémité KuMoha 681
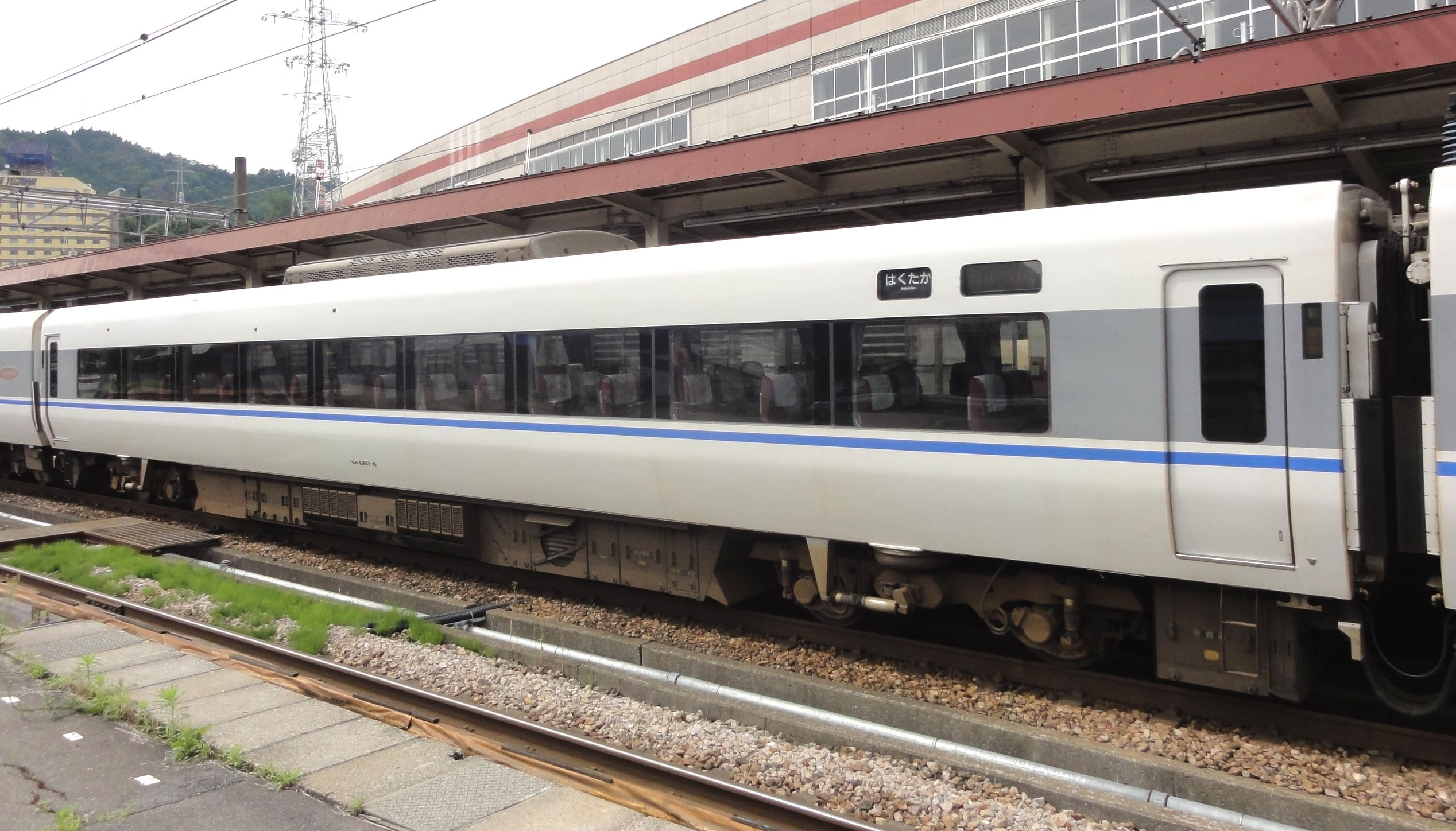
Motrice centrale Moha 681
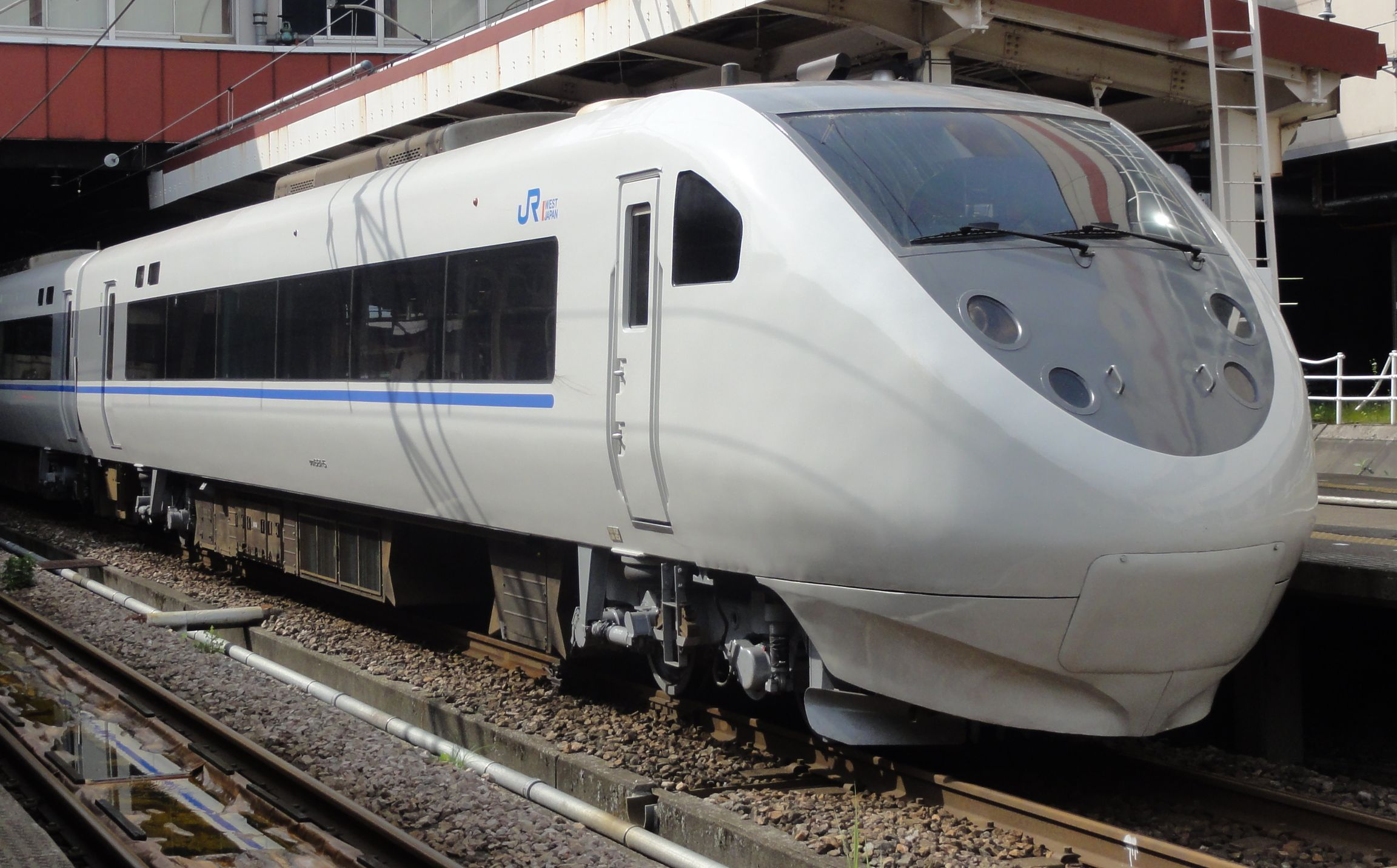
Remorque green car avec cabine Kuro 681
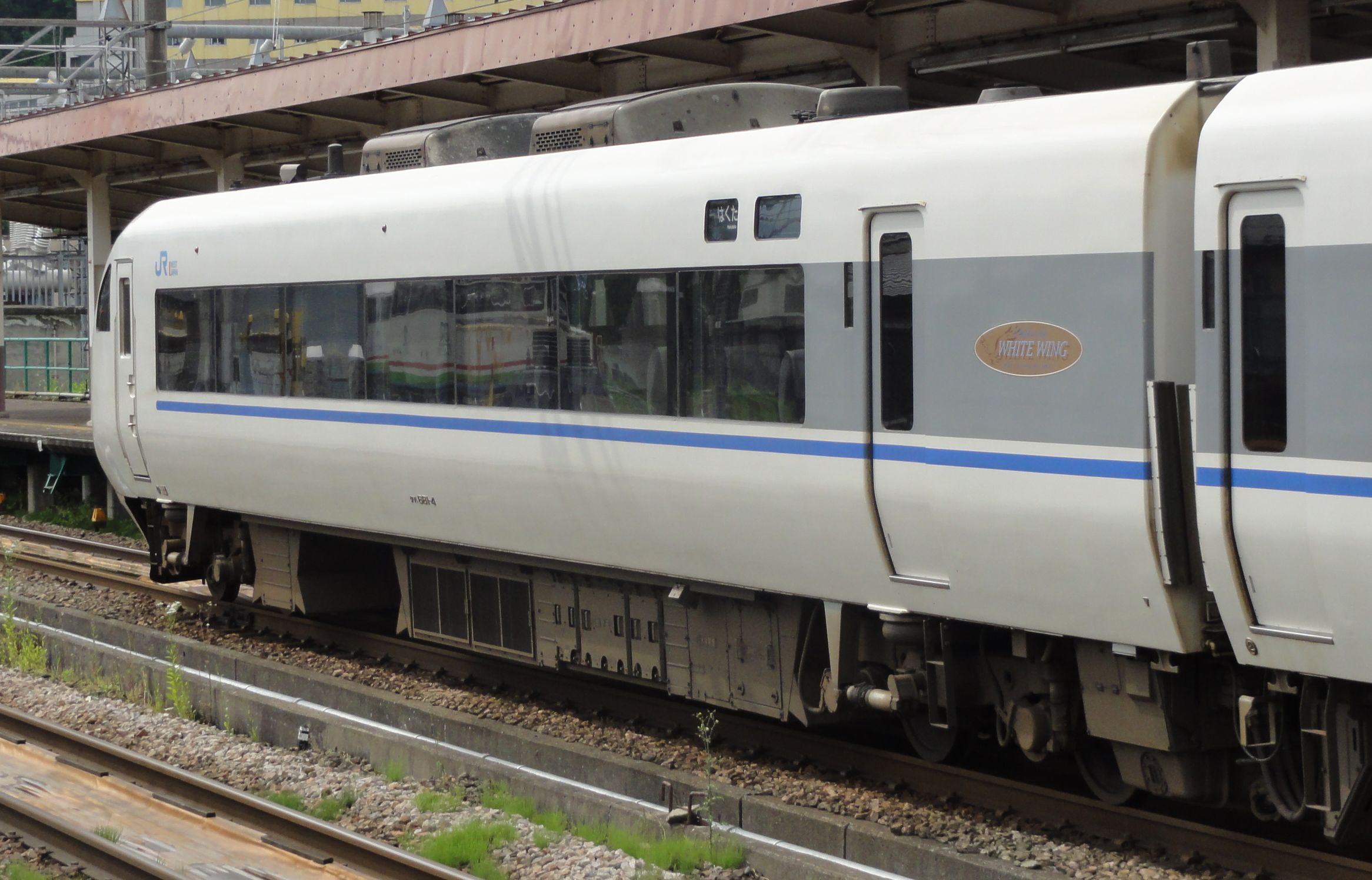
Remorque avec cabine Kuha 681
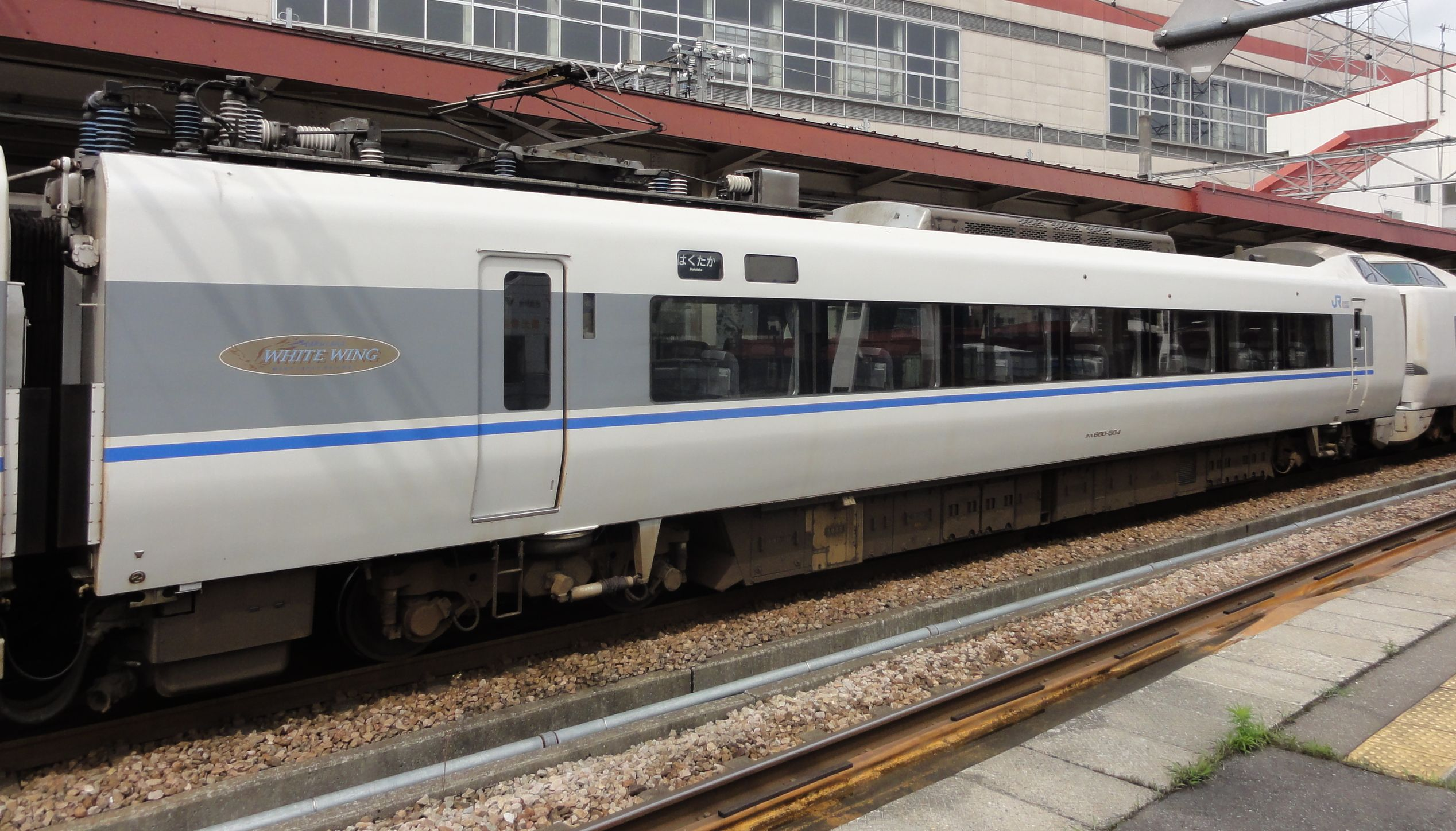
Remorque avec cabine Kuha 680
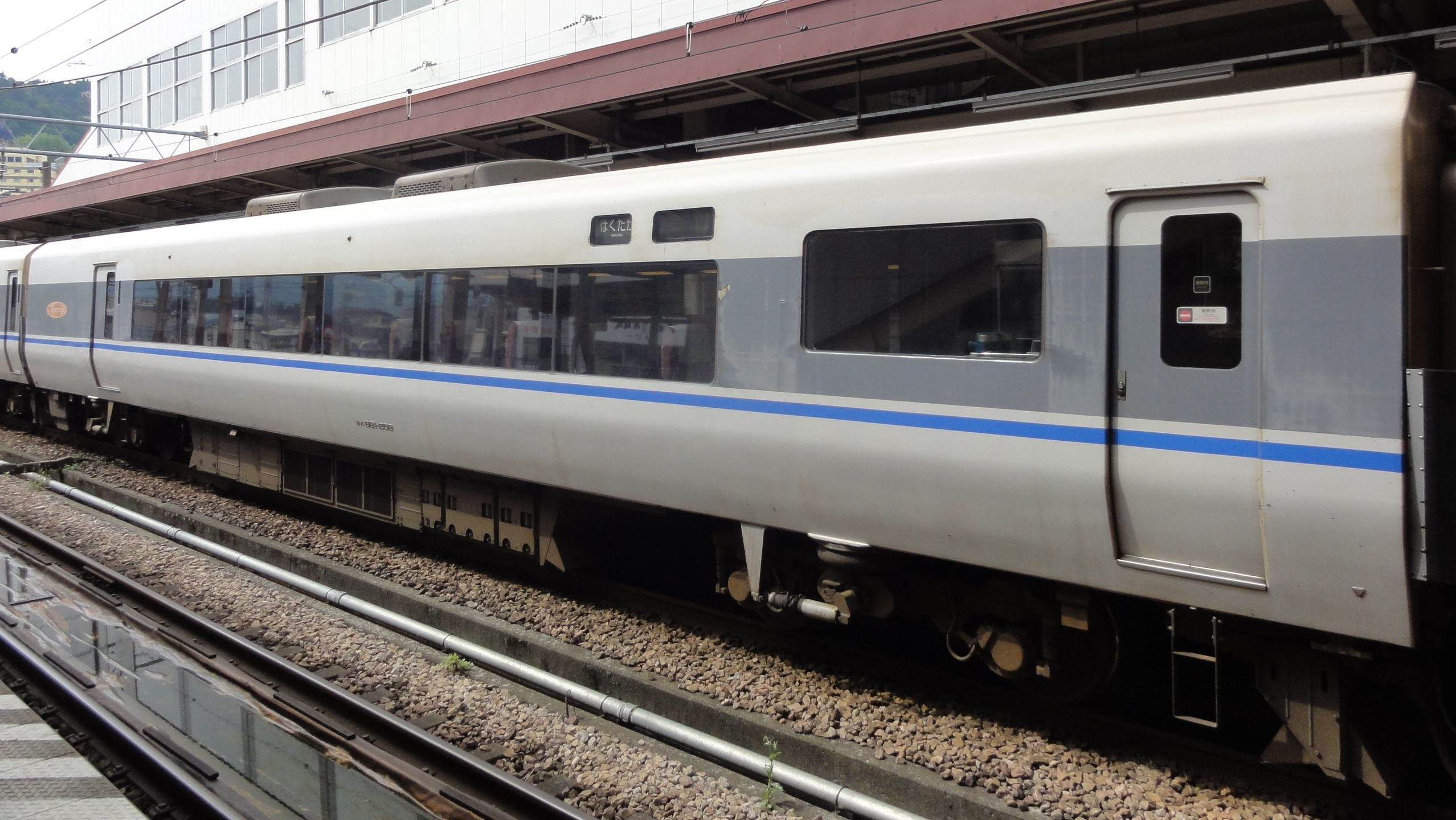
Remorque centrale Saha 681 avec la grande fenetre pour le salon
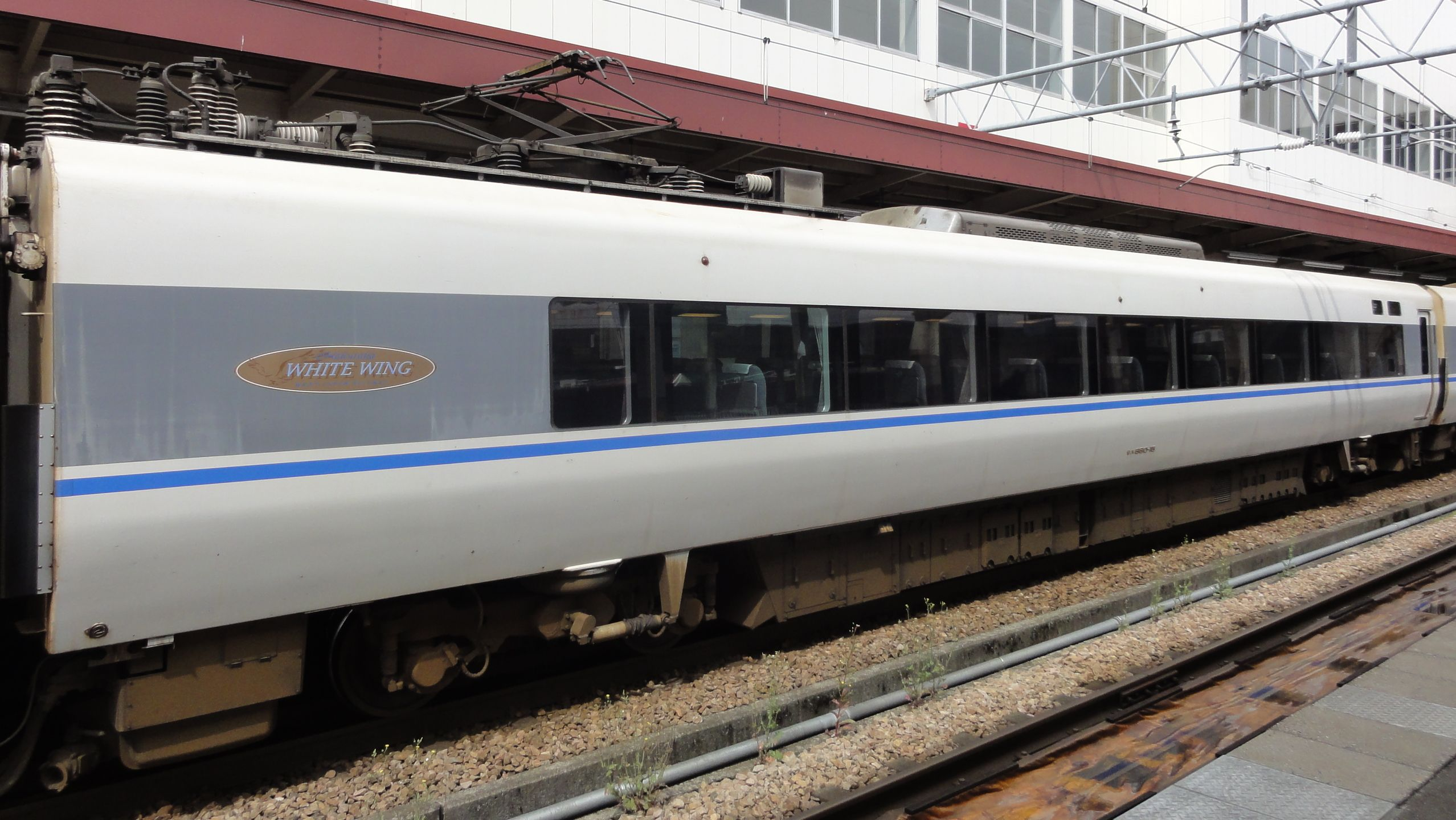
Remorque centrale Saha 680

| ← Osaka Kanazawa/Toyama → |              |              |              |            |            |                |
|                           |              |              |              |            |            |                |
|                           |              |              |              |            |            |                |
|                           |              |              |              |            |            |                |
| Série 683-0               | 1            | 2 <>         | 3            | 4          | 5 <>       | 6              |
| Désignation               | Tsc          | Tp           | M            | T          | Tp         | Mc             |
| Numérotation              | Kuro681-0    | Saha 680-0   | Moha 681-0   | Saha 681-0 | Saha 680-0 | Kumoha 681-500 |
| Série 683-0               | 1 (7) <>     | 2 (8)        | 3 (9)        |            |            |                |
| Désignation               | Tpc'         | M2           | Tc           |            |            |                |
| Numérotation              | Kuha 680-500 | Moha 681-500 | Kuha 681-200 |            |            |                |

Légende
- < > Pantographe
- MoHa ou Moha (モハ) : motrice sans cabine
- SaHa ou Saha (サハ) : remorque sans cabine
- KuHa ou Kuha (クハ) : remorque avec cabine
- KuMoHa ou Kumoha (クモハ) : motrice avec cabine

## Affectation

### JR West
Au 1er octobre 2023 , il y avait un total de 81 voitures en service, dont huit trains de 6 voitures de la série 681-0 (W01-W08), cinq trains de 3 voitures de la série 681-0 (W11-W15), deux trains de 6 voitures de la série 681-2000 (N01 et N02) et deux trains de 3 voitures de la série 681-2000 (N11 et N12).Les anciennes formations "T" étaient l'un des rares trains de la série 681 utilisés sur le service Thunderbird et était utilisé en UM2-UM3 avec les formations "R" de série 683 (R10 - R15) comme trains supplémentaires pour les trains express Thunderbird .
Les formations W et N transférées depuis Hokuetsu Express ont été utilisées pour le service Shirasagi Limited Express ,entre la gare de Nagoya / Maibara et la gare de Tsuruga (depuis 2024 ,avant c'était Kanazawa).
Elles effectuent aussi les services directs dans la  péninsule de Noto entre Kanazawa et Nanao.

## Retrait
Les series 681 sont en cours de reforme depuis 2024 .Ce fait est accentué par le prolongement du Hokuriku Shinkansen jusqu'à Tsuruga.La ligne Thunderbird à été raccourcie d'autant et un surplus de trains est survenu. La JR West a donc décidé de reformer les plus vieux trains,les series 681. Quatorze rames ont été reformés en date de mars 2025.

## Préservation
Le 21 mars 2025, il a été annoncé que "FUTURE TRAIN", le premier magasin permanent au Japon à être construit sur une ligne de chemin de fer abandonnée , ouvrirait ses portes à l'été de cette année-là sur l'ancienne Umekoji High Line , et que l'une des voitures déclassées 681 serait utilisée comme structure du magasin. Du 27 au 28 avril 2025, un Kuro 681-4  repeint en violet a été installé sur l'ancienne Umekoji High Line près de la Gare d'Umekōji-Kyōtonishi

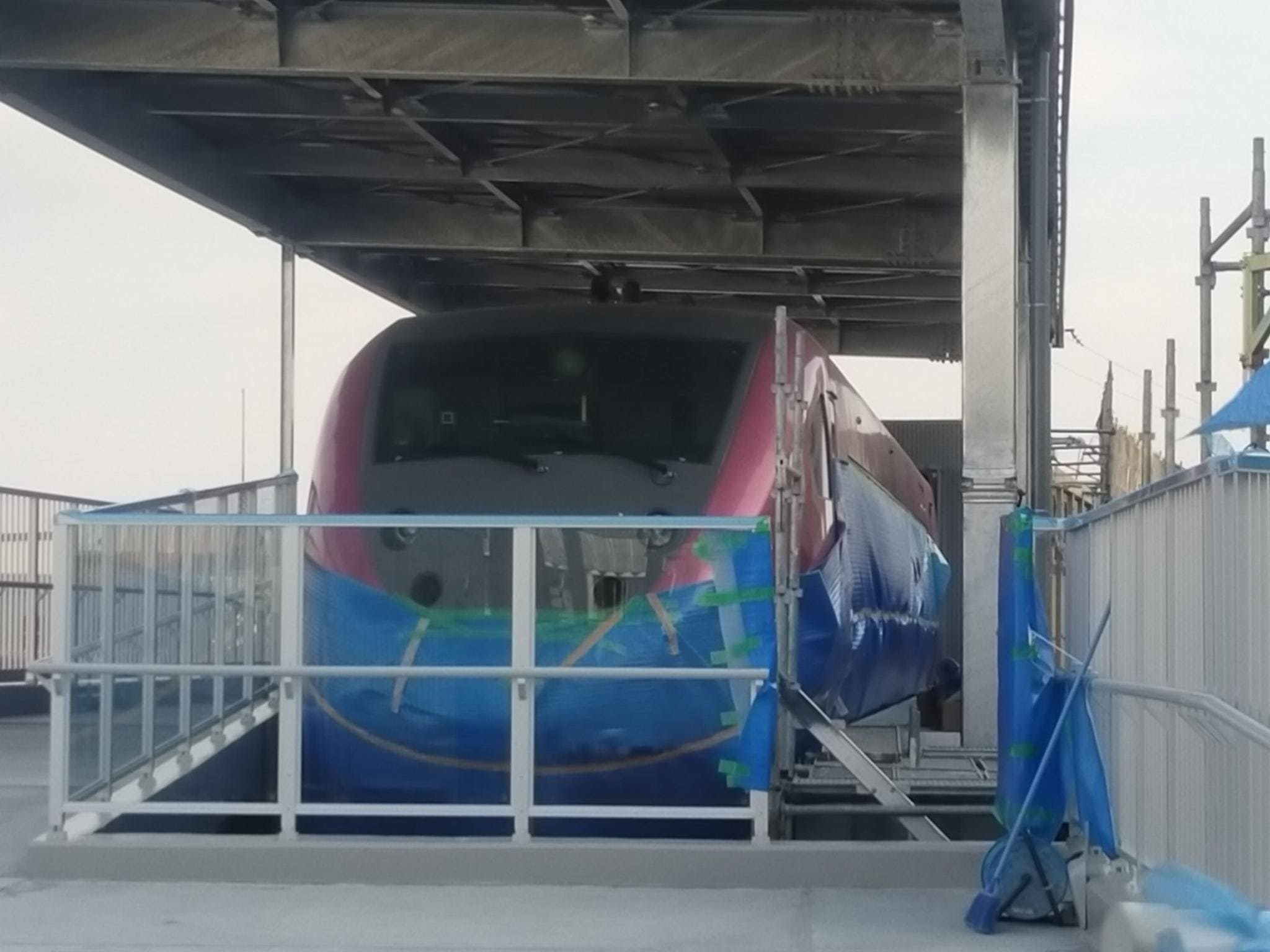
La Kuro 681 en cours d'installation dans le cadre du projet FUTURE TRAIN

## Modélisme
La série 681 à été produite à l'échelle N par Kato , en formation de 3-6 voitures.

## Galerie photos

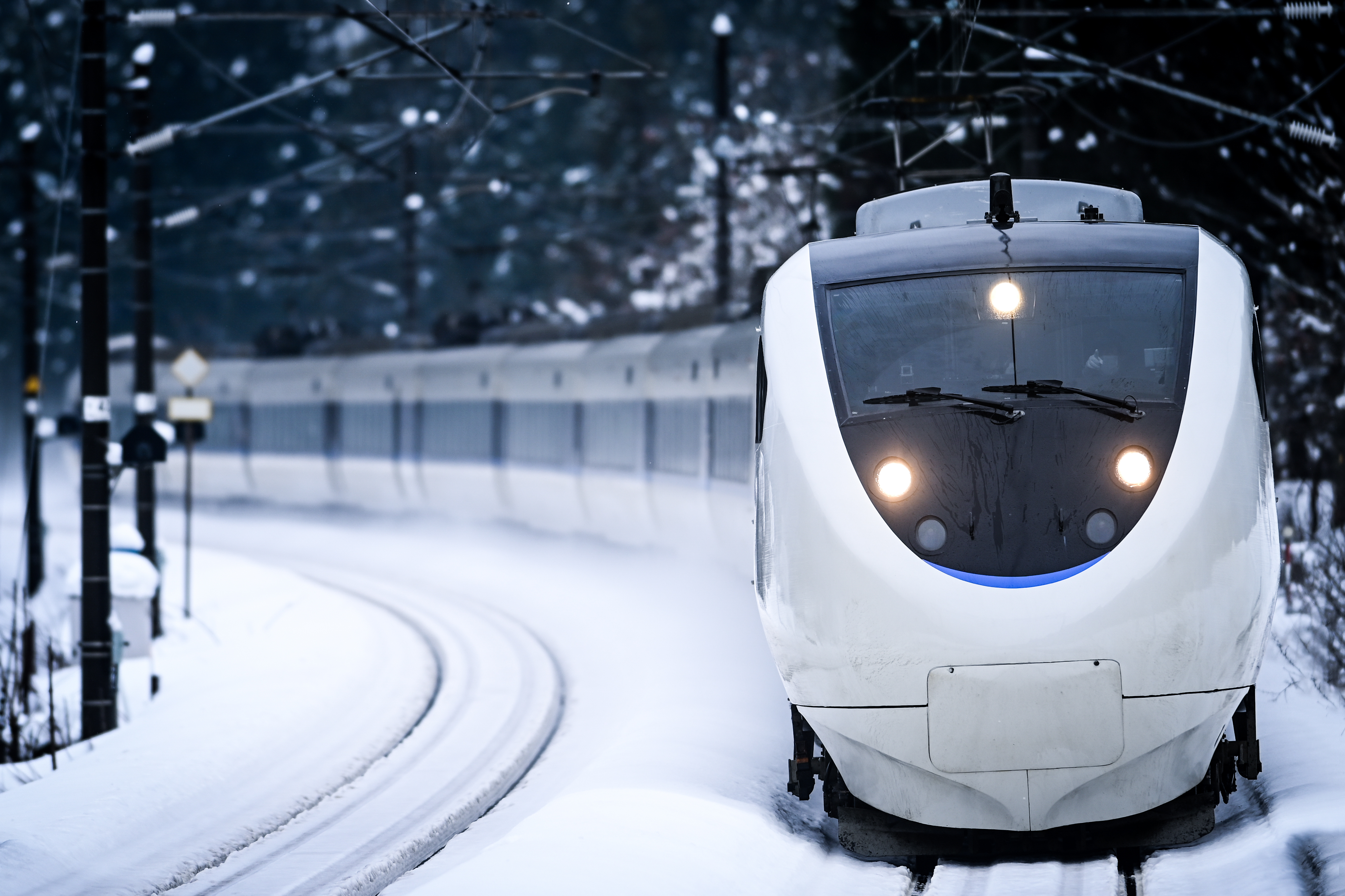
Ambiance hivernale d'une série 681
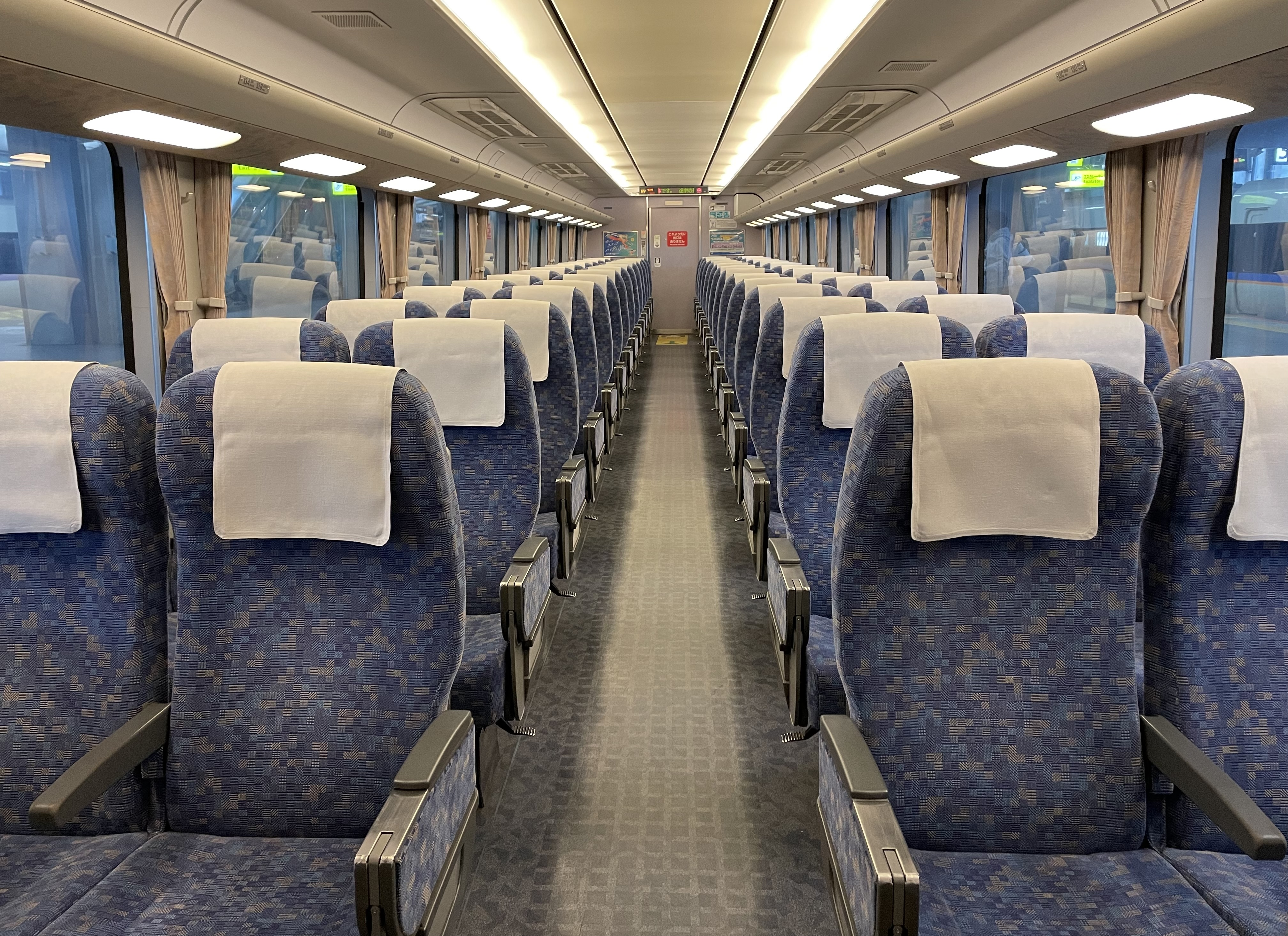
Ambiance interieure train rénové
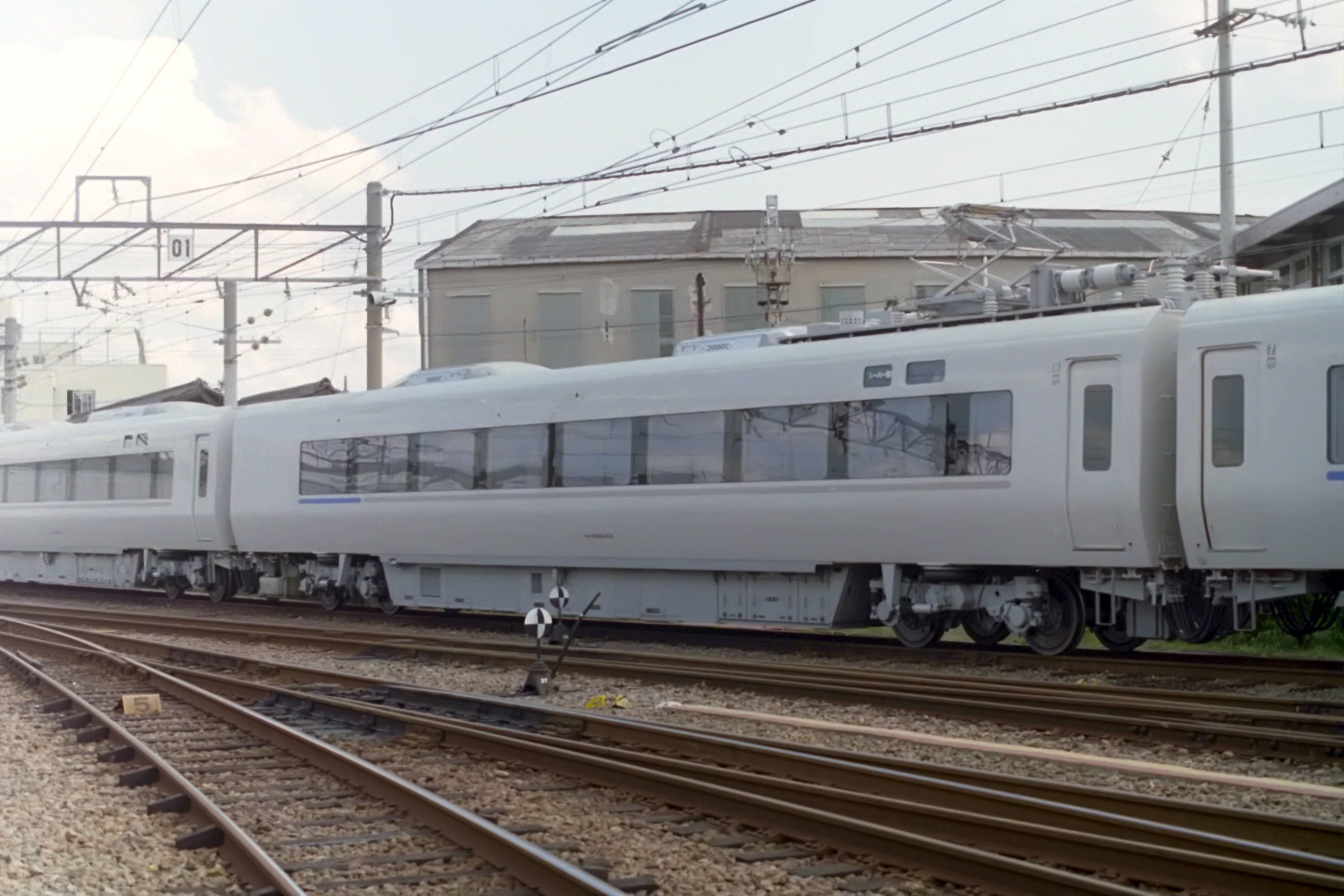
Saha de la rame prototype en 1992
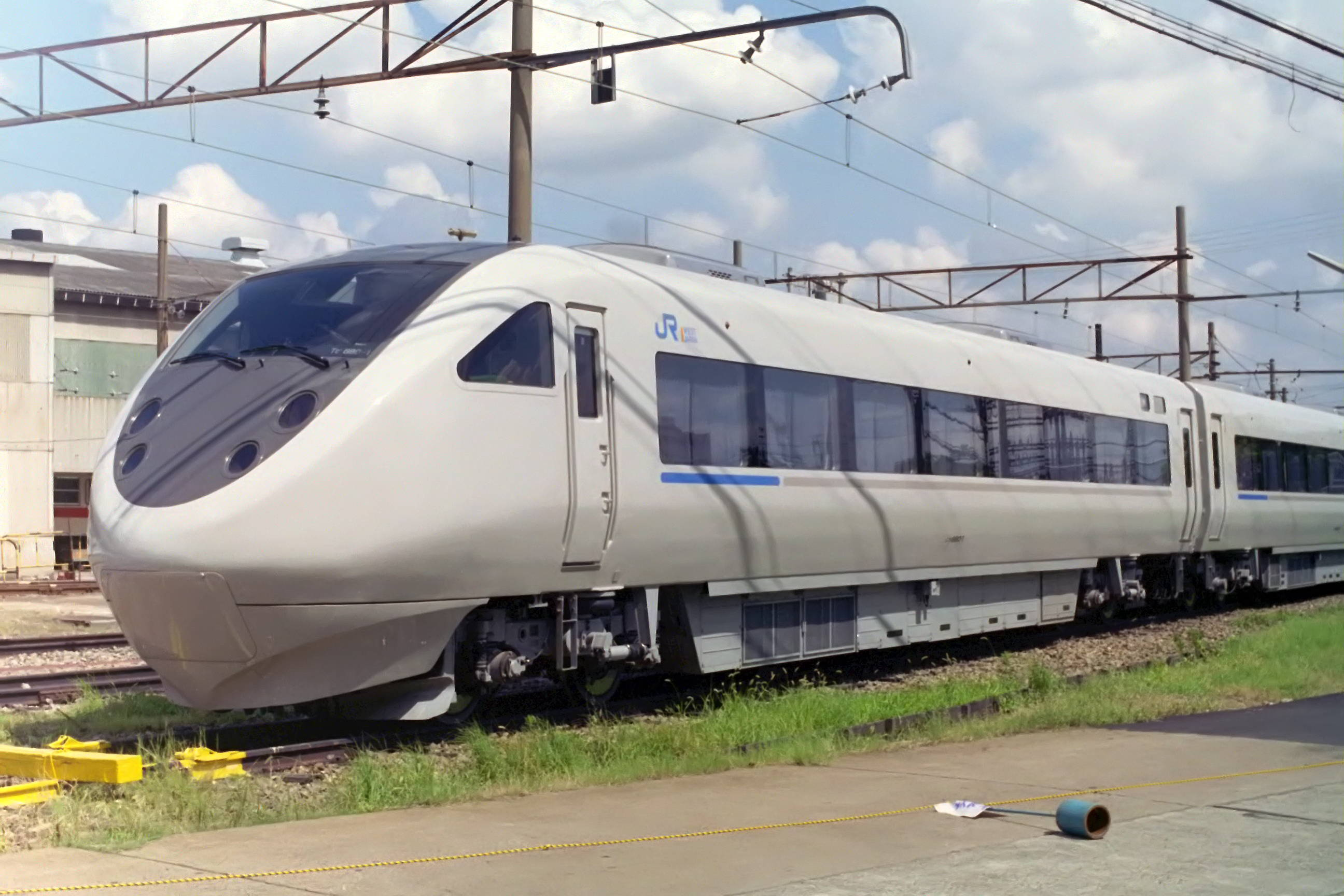
Voiture de tête de la rame prototype (fenêtre latérale conducteur en forme de triangle non tronqué)
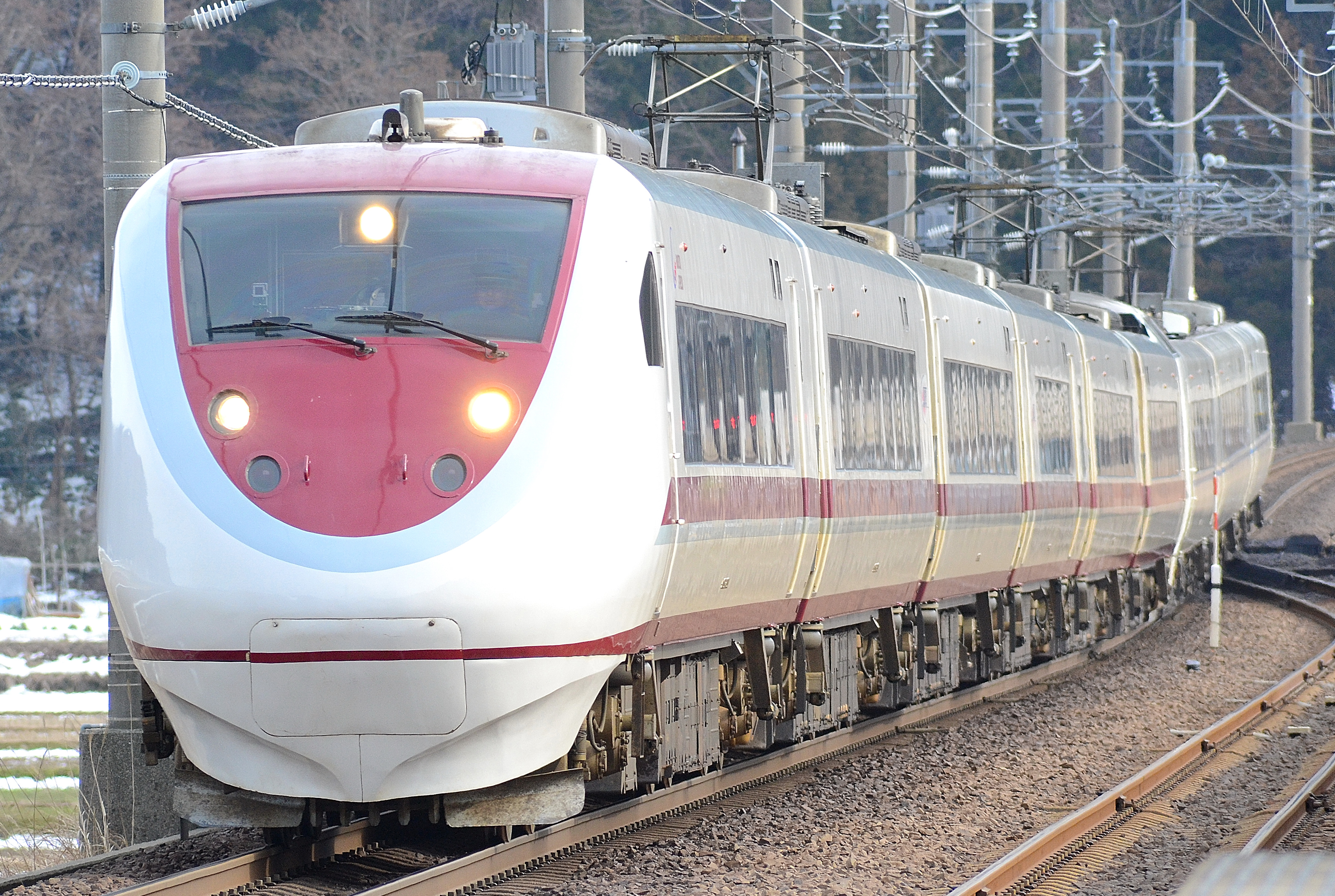
Série 681-200 du Hokuetsu Express avant la fusion avec la JR West